# Colí barbat
El colí barbat (Dendrortyx barbatus) és una espècie d'ocell de la família dels Odontofòrids (Odontophoridae) que habita la selva humida de les muntanyes del nord-est de Mèxic.